# Primitiva Bueno Ramírez
Primitiva Bueno Ramírez (Córdoba, 16 de mayo de 1957) es una arqueóloga y profesora española, catedrática de Prehistoria de la Universidad de Alcalá.

## Biografía
Se licenció en Geografía e Historia, en la especialidad de Prehistoria, por la Universidad Complutense de Madrid en 1979. En 1983 obtuvo una beca en la Escuela Española de Historia y Arqueología en Roma y en 1985 una beca del Ministerio de Asuntos exteriores francés para trabajar en la Universidad de Rennes. En 1987 defendió, también en la Universidad Complutense, su tesis doctoral sobre el megalitismo en Extremadura.

### Trayectoria investigadora
Sus líneas de investigación abarcan las producciones culturales y simbólicas de la prehistoria reciente, principalmente en el mundo de la muerte y todas sus facetas, donde ha investigado que pinturas y grabados en sierras y ríos fueron realizados por los mismos conjuntos humanos que decoraron el interior de los monumentos funerarios. Otro de sus intereses ha sido probar la persistencia de uso de los mismos territorios desde el paleolítico superior en zonas en las que tradicionalmente se defendió la ausencia poblacional. 
Fruto de su trabajo son las primeras documentaciones de estructuras hipogeas en el interior de la península ibérica, en la necrópolis de Valle de las Higueras (Huecas), así como los primeros datos de megalitos en el interior de Extremadura, como los dólmenes de Valencia de Alcántara. En los últimos años ha trabajado en el análisis de las grafías de los dólmenes de Menga y Viera pertenecientes al Conjunto Arqueológico Dólmenes de Antequera y trabaja también con personal investigador francés con quienes ha publicado la primera documentación arqueológica de pinturas en las decoraciones del arte megalítico bretón.

## Premios y distinciones
- Académica Correspondiente de la Real Academia de Nobles Artes de Antequera.[9]
- Premio Especial de la Real Fundación de Toledo (2006).[10]